# レキオス航空

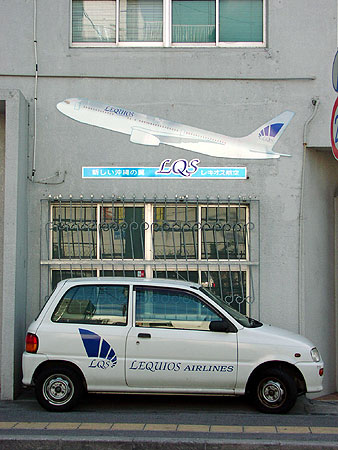
旧レキオス航空社の施設

レキオス航空株式会社（レキオスこうくう）は、かつて存在した日本の航空会社。資金不足で航空機の調達が不可能となり、実際に定期旅客便の運航を行う前に倒産した。

## 歴史
1990年代後半、日本の航空業に関する規制の緩和が行われ、スカイマークやAIRDOといった新興航空会社が相次いで設立された。中でも沖縄県は離島であり本土との旅客交通を主に航空便に拠っているため、旅客需要は多く、格安航空会社の参入の余地があると考えられた。また、2002年4月からは沖縄振興特別措置法が施行され、沖縄発着の航空会社は空港着陸料などが通常の6分の1に軽減されており、これも沖縄便が新規航空会社に有利と考えられた。
そこで、1997年8月13日に沖縄電力、琉球銀行、沖縄銀行、オリオンビール、金秀本社、國場組など沖縄県内の主要企業32社が出資し、航空事業調査会社「サザンクロス株式会社」を設立。事業として成立するかの調査等を始めた。1998年に事業化は決して容易ではないとの結論に達し、県内主要企業の共同出資による航空会社の設立は一度は断念されることとなった。
その後、建築防水工事業の琉球ゴーレックスを経営する知念公男、琉球ガラス工芸協業組合理事長の稲嶺盛福、琉球バス（現・琉球バス交通）社長の長濱弘眞、リサイクル事業・飲食事業のトリムを経営する新城博らがサザンクロス株式会社の全株式を買い取り、1998年10月にレキオス航空株式会社に改称し、定期旅客便の運航を目指すこととなった。キャッチフレーズは「新しい沖縄の翼」。当初の事業計画では2000年4月開業時は2機で東京 - 沖縄/那覇線に就航、3年目からは6機体制とし、大阪（伊丹） - 沖縄/那覇線・福岡 - 沖縄/那覇線に拡大するとした。その後、事業調査と出資依頼を継続し、2000年8月に支援持株会を設立。個人による1口5万円の小口の出資金を受け付けていた。
2002年9月、国土交通省に航空運送事業許可を申請し、11月に受理された。11月8日には2003年6月の就航予定と発表した。予定ではボーイング767-300ER型新造機1機をリースにより調達し、羽田空港との間を1日2往復運航。片道普通運賃を2万2000円と設定していた。機材整備のうち、重整備は台湾のエバーグリーン・アビエイション・テクノロジーズ（EGAT）社に委託。全日本空輸（ANA）とも営業面での委託契約を希望していた。
しかし、2003年3月19日、予定する資本金42億円（準備金を含む）のうち10億円しか調達できなかったことを理由に、機材をリースする予定だったGEキャピタル・アビエーション・サービス社からリース契約を破棄された。肝心の機材が調達できないことから事業計画を見直すことを発表。3月31日には全従業員の解雇、東京事務所と羽田空港支店の閉鎖を突然発表し、4月15日付で2002年11月に国土交通省が受理した航空運送事業許可申請を取り下げた。
その後も資金状況は改善せず、2003年8月8日に那覇地方裁判所に民事再生手続の開始を申請したが、2004年1月21日に民事再生法申立てが棄却され、同年2月2日に破産手続が開始された。負債総額は約3億円。費用不足のため同年6月10日付で破産廃止（法人格消滅）となった。
また、破産申立ての際には解雇された従業員に対し賃金や解雇予告手当の未払いも発生し、同年5月には法人及び知念公男が労働基準法違反の疑いで書類送検された事が、2004年5月20日付け日本経済新聞にて報道されている。
本社は沖縄県那覇市久茂地三丁目22番12号にあった。2016年現在、本社が入っていた建物は解体撤去され、跡地はコインパーキングになっている。なお、登録商標「レキオス＼LEQUEOS＼LEQUIOS」（航空機による輸送）（第4357757号）は法人消滅後も存続していたが、期間満了により現在は商標権が消滅している。

## 機材
レキオス航空にリースされる予定だったボーイング767-300ERにはJA01LQの機体記号が割り当てられていた。塗装は機体上面全体が水色に塗られ、側部にLEQUIOS AIRLINESと書かれていた。
レキオス航空仕様となったJA01LQの写真を、元沖縄大学教授吉川博也のホームページで見ることができる。（右記リンク参照）
しかしレキオス航空の倒産により、この機体は外装変更（内装はレキオス仕様のまま）の上でスカイマークにリースされ、JA767Dとして就航したのち、2009年9月に退役（リース返却）した（スカイマークのボーイング767-300ERでは最後の退役）。現在はイギリスのタイタン・エアウェイズで、G-POWDとして運航、その後はB767-300ER/BCFへ改修され中国のSFエアラインズで使用されている。
機内は特徴として全席が革張りであったほか、全座席に個人用モニターが設置されていた。これは国内線としては日本エアシステムのB777-200レインボーセブンに継いで国内で二番目であった。この個人用モニター付き座席はそのままスカイマークに引き渡され、スカイマークにおける唯一のエンターテイメント設備付き機材として運用された。　